# Wilver Calle Girón
Wilver Alfredo Calle Girón (Lima, 1 de marzo de 1946) es un militar peruano en retiro. Ocupó el cargo de general de división del Ejército del Perú y fue ministro del Interior del Perú entre el 14 de mayo y el 23 de julio de 2012.

## Biografía
Es integrante de la 70.ª Promoción "Capitán Juan Hoyle Palacios" de la Escuela Militar de Chorrillos, graduándose como subteniente de infantería el 1 de agosto de 1967.
En 1983 fue enviado a Carolina del Norte a realizar estudios de especialización. De 1986 a 1987, fue Comandante del glorioso Batallón Zepita en Cajamarca.
En 1990 se desempeñó como jefe del Comando Político Militar de la subzona de seguridad número tres de Apurímac donde combatió al grupo terrorista Sendero luminoso.  Luego se desempeñó como integrante de la Misión de Observadores Militares Ecuador/Perú (MOMEP) siendo pieza clave para el cese de hostilidades entre ambas naciones.
El año 1995 fue ascendido a General de Brigada y sirvió de 1996 a 1997 como jefe de la Sexta División Blindada y del fuerte Arica.
En 1998 fue nombrado director de la Escuela Militar de Chorrillos. Fue en este cargo cuando el asesor presidencial Vladimiro Montesinos intentó darle de baja por su negativa de reunirse con él. Este pedido fue negado por el entonces comandante general Hermosa. Sin embargo, a finales de 1999 Montesinos lo envió a Corea del Sur como agregado militar con intención de mandarlo al retiro el 2001.
Luego de la caída del gobierno de Fujimori, el general Calle fue repatriado y ascendido a General de División a finales del 2000, durante el gobierno de transición de Valentín Paniagua.
En el 2001 fue comandante general de la Quinta Región Militar con sede en Bagua, donde trabajó con Adrián Villafuerte.
En el 2002 fue inspector general del Ejército, con la misión de investigar los casos de corrupción de dicha institución para denunciarlos ante el fuero privativo militar. Del 2003 al 2006, ya en retiro, se desempeñó como Jefe del Órgano de Control Institucional del Ejército, nombrado por la Contraloría General de la República.
Ha sido también director de Personal del Ejército y de la Oficina de Control de Drogas del Ministerio del Interior.
En el 2011, iniciado el gobierno de Ollanta Humala, fue nombrado viceministro de Políticas para la Defensa del Ministerio de Defensa. Uno de los temas de su gestión en ese viceministerio fue el impulso del servicio militar voluntario con becas e incentivos económicos y educación técnica.

### Ministro del Interior
Tras la renuncia del ministro del Interior Daniel Lozada, fue designado para ocupar el ministerio vacante. Juramentó su cargo el 14 de mayo del 2012, junto con José Urquizo Maggia (ministro de Defensa) y Gladys Triveño (ministra de la Producción).
Es el primer militar en situación de retiro que ocupa el despacho del Interior, desde el año 2000.
El primer cuestionamiento que tuvo que enfrentar fue el haber sido uno de los firmantes del llamado “acta de sujeción”, un documento firmado por los altos oficiales del Ejército el 13 de mayo de 1999, por el cual respaldaban el autogolpe de 1992 de Alberto Fujimori. Dicho episodio aparece grabado en un vladivideo, pero pese a la evidencia, Calle negó haber firmado un “acta de sujeción”, aduciendo que simplemente se trató de una lista de asistencia a un almuerzo de camaradería. Ello no hizo sino arreciar más las críticas hacia su persona.
Posteriormente, su actuación al frente del despacho del Interior ha sido muy cuestionada por los políticos de oposición, especialmente por la muerte de cinco personas en medio de las protestas contra el proyecto Conga en Celendín y Cajamarca, ocurrida en julio del 2012.

## Condecoraciones
- Cruz Peruana al Mérito Militar en el grado de Gran Oficial.
- Medalla académica del Ejército en el grado de “Al Mérito”.
- Cintillo de la Pacificación Nacional.
- Medalla de la Orden de la Legión Mariscal Cáceres en el grado de Comendador.